# Laura (monasticismo)

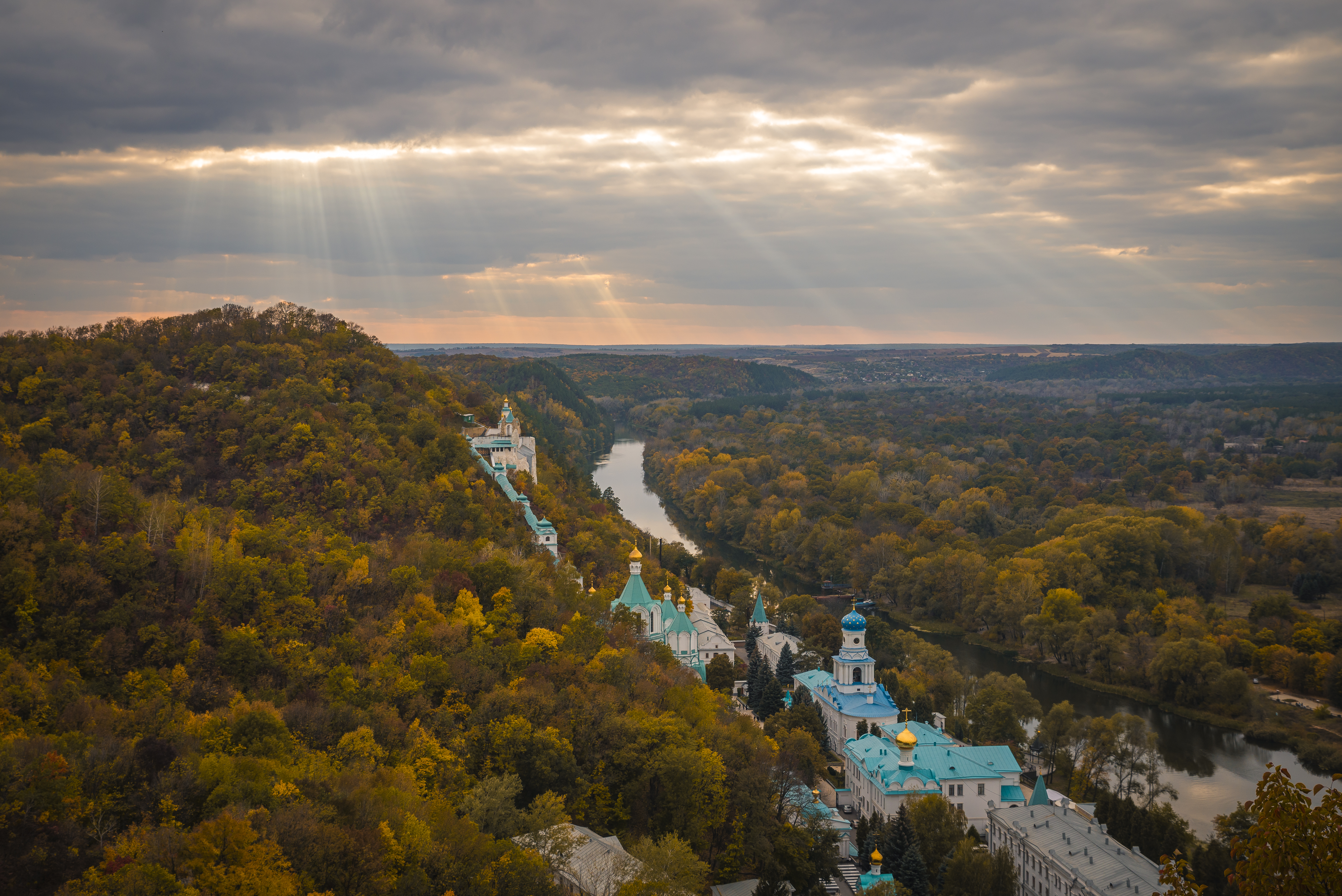
Lavra dos Montes Sagrados da Dormição, perto da cidade de Sviatohirsk.

Laura (em grego:  Λαύρα; em russo:  Лавра) é um tipo de mosteiro constituído por um conjunto de celas ou cavernas para eremitas, com uma igreja e por vezes um refeitório no centro. Os mosteiros de Lavra operam dentro das tradições ortodoxas e outras tradições cristãs orientais. O nome também é usado por algumas comunidades católicas. O termo em grego inicialmente significava uma rua estreita ou um beco em uma cidade.